# دهستان آبگرم (آوج)
دهستان آبگرم نام دهستانی در بخش آبگرم شهرستان آوج، استان قزوین در ایران است. براساس سرشماری مرکز آمار ایران در سال ۱۳۸۵، جمعیت آن ۵۱۵۴ نفر (۱۳۲۸ خانوار) بوده‌است.